# 恒星物理学
恒星物理学（こうせいぶつりがく）とは、恒星の物理学的な性質についての研究を行う学問のこと。天体物理学の一分野であると同時に、恒星天文学の一分野でもある。

## 概説
恒星は惑星とは違って、自らの重力によって生じる核融合反応によって光り輝いている。それらの進化について研究を行う学問を恒星物理学と呼ぶ。
一般に、恒星は銀河系空間の中に存在する星間ガスのなかで特に密度の高い暗黒星雲の中から生まれる。さまざまな仮説が唱えられているが、一応有力な候補としては暗黒星雲の近くで生じる超新星爆発による衝撃波によって、暗黒星雲内の星間ガスの密度が変化することによって、より濃いガス密度を持つ場所と、薄いガス密度を持つ場所が生じる。このことによって、星間ガス雲の重力の差が生じることによって濃いガス密度を有する場所のガス密度が濃くなってくる。
そして、ある一定の閾値を超えたガス星雲内では、中心部に恒星が光り始めるのである。この後の恒星の進化は、その質量によって違いがあるが、基本的には途中主系列の時代を経て、赤色巨星へと変化し、質量によってガスを放出して、惑星状星雲を回りに有する白色矮星（連星系の場合には、別の恒星が吸収する）や超新星爆発によって恒星の中心部がつぶれ中性子星を生じたり、さらに中性子星自身の自重によってつぶれブラックホールとなる。
恒星にはさまざまな種類が存在するが、恒星の発する光をスペクトル分析によって分類を行いプロットしたものを、ヘルツシュプルング・ラッセル図と呼び、この図を用いて説明することが多い。
ほかにも、恒星進化ではさまざまな現象があり、現在も研究が行われている。

## 恒星物理学の分野
- 太陽物理学
- 恒星大気物理学
- 恒星内部物理学
- 恒星進化論